# Isabell Lorey
Isabell Lorey, född 1964, är en tysk filosof och författare. Hon är professor vid Kunsthochschule für Medien Köln.
Lorey avlade doktorsexamen i filosofi vid Tübingens universitet 1996 med en avhandling om Judith Butler. Hon forskar om bland annat statsvetenskap, genusvetenskap, politisk filosofi och prekaritet. Lorey har influerats av bland andra Judith Butler och Michel Foucault.